# George Kort
George Alexander (George) Kort (Paramaribo, 25 oktober 1912 - Zeist, 25 februari 1983) was een onderwijzer en Surinaams politicus.
Kort werd bij de parlementsverkiezingen van 1955 voor het Eenheidsfront gekozen tot lid van de Staten van Suriname namens Partij Suriname (PS),

## Biografie

### Vroege jeugd
George Kort is in Paramaribo als enig kind geboren van Alexander Rudolf Kort en Henriette Eleonore Lang. Hij groeide op in de historische wijk Frimangron. Zijn vader was politiecommandant en werd op verschillende plekken gestationeerd. George woonde hierom gedurende deze tijd bij zijn grootmoeder Laurencia Lang. Als kind had George polio en een lichamelijke handicap; desondanks was hij erg sportief.
Na het behalen van zijn Mulo diploma en bezocht hij de Normaalschool der EBGS te Paramaribo. Na afronding zocht hij werk bij de inspecteur van scholen der EBGS. Kort heeft daar eerst zonder vergoeding gewerkt vanwege de ongunstige tijden. Toen er een plek vrijkwam op de Wanicaschool krijg hij die post. Een reden dat juist hij die post kreeg was omdat hij voorgaand voor niets wou werken.

### Onderwijzer
Kort is ook schoolhoofd geweest van de Renckewitschschool (toen de Combeschool) en de Maria Hartmannschool. In 1968 werd hij tot boslandinspecteur benoemd. In zijn functie van inspecteur voor het boslandonderwijs werd hij de vertrouwensman van premier Pengel voor het binnenland. In deze functie reisde hij per boot tot diep in het binnenland.
Ook in Commewijne is Kort schoolhoofd geweest waar hij ook de kerkdiensten heeft gehouden. Hierom sprak hij ook zowel vloeiend Laag Javaans als Hoog Javaans. De preken moesten in Hoog Javaans om het respect aan God te tonen.

### Leven in Nederland
In 1970 verhuisde Kort naar Nederland. Daar heeft hij tot zijn pensionering gewerkt op de Graaf van Zinzendorfschool in Zeist, waarna hij tot zijn overlijden in februari 1983 antropologie heeft gestudeerd aan de Universiteit Utrecht.
In 2011 is de LBGO-school van de EBGS te Paranam vernoemd naar Kort en heet nu voluit de George Alexander Kortschool.